# Mystery to Me
| 전문가 평가     | 전문가 평가 |
| 평가 점수       | 평가 점수   |
| 출처            | 점수        |
| --------------- | ----------- |
| AllMusic        | [ 1 ]       |
| Creem           | B+          |
| The Daily Vault | A           |
| Rolling Stone   | (negative)  |

《Mystery to Me》는 1973년 10월 15일에 발매된 영국과 미국의 록 밴드 플리트우드 맥의 여덟 번째 스튜디오 음반이다. 이 음반은 밥 웨스턴이 피처링한 그들의 마지막 음반이었다. 대부분의 곡들은 기타리스트 겸 가수 밥 웰치와 키보디스트 겸 가수 크리스틴 맥비가 작곡했는데, 그들은 몇 년 후 그들을 성공시킬 라디오 친화적인 팝 록을 향해 밴드를 이끄는 데 중요한 역할을 했다.
《Mystery to Me》는 적당히 잘 팔렸고, 1973년 12월 22일, 미국 빌보드 200 차트에서 67위로 정점을 찍었다. 히트 싱글은 아니었지만, 〈Hypnotized〉라는 노래는 수년 동안 미국 FM 방송의 주식이 되었다. 몇 년 후 린지 버킹엄, 스티비 닉스가 주도한 라인업의 성공으로, 이 음반은 1975년 9월 6일, 미국 빌보드 200 차트에 돌아왔다. 1976년 11월 9일 미국 음반 산업 협회로부터 골드 인증을 받았다.

## 배경
《Mystery to Me》는 플리트우드 맥이 영국에서 녹음한 마지막 음반으로, 마지막으로 두 명의 기타리스트가 《Behind the Mask》까지 라인업에 있었고 마지막으로 마틴 버치가 공동 제작 및 또는 엔지니어링한 음반이다. 이전 《Penguin》과 마찬가지로, 이 그룹은 롤링 스톤스 이동식 스튜디오와 함께 햄프셔주에 있는 공동 주택인 베니폴드에서 이 음반을 녹음했다. 플리트우드는 2003년 인터뷰에서 이 녹음 상황이 비용 효율적인 것으로 판명되었으며 밴드가 적절한 시기에 녹음할 수 있는 더 많은 유연성을 제공했다고 말했다. 데이브 워커는 세션 중에 떠나도록 요청 받았고 최종 발매에는 어떤 용량도 출연하지 않았다.
이 음반의 이름은 〈Emerald Eyes〉의 후렴구에 있는 한 구절에서 비롯되었다. 〈Hypnotized〉는 미국의 마이너 라디오 히트곡이었다. 〈Forever〉는 밥 웨스턴이 작곡가로 참여한 단 두 곡 중 하나이자 존 맥비가 이 자격으로 참여한 소수의 곡 중 하나이다. 〈Keep On Going〉은 밥 웰치가 작곡했지만 웰치가 자신의 목소리보다 노래에 더 적합하다고 판단했기 때문에 크리스틴 맥비가 불렀다. 이것은 플리트우드 맥의 한 멤버가 다른 멤버가 부른 노래를 작곡한 매우 드문 경우 중 하나였다.
〈For Your Love〉는 원래 더 야드버즈에 의해 녹음되었고, 플리트우드 맥의 커버 버전은 제작이 매우 늦은 단계에 음반에 수록된 밥 웰치의 노래인 〈Good Things (Come to Those Who Wait)〉를 대체했다. 일부 음반에는 〈For Your Love〉 대신 〈Good Things〉가 여전히 표시된 가사 내부 시트와 외부 슬리브가 함께 제공되었으며, 후자는 또한 싱글로 발매되었다. 플리트우드 맥의 〈Good Things〉 버전은 2020년이 되어서야 발매될 수 있지만, 이후 웰치가 다른 가사로 재녹음하고 솔로 음반 《Three Hearts》에서 〈Don't Wait Too Long〉으로 발매되었다.

## 상업적 성과
《Mystery to Me》는 1973년 11월 17일, 미국 빌보드 200 차트에서 156위로 데뷔했다. 이 음반은 6주 동안 차트에 오른 후 1973년 12월 22일, 차트에서 67위로 정점을 찍었다. 이 음반은 결국 차트에 총 26주를 보냈다. 1976년 11월 9일, 이 음반은 미국 음반 산업 협회로부터 미국에서 50만 장 이상의 판매로 골드 인증을 받았다.

## 곡 목록
| #  | 제목                | 작사·작곡                | 리드 보컬 | 재생 시간 |
| -- | ------------------- | ------------------------ | --------- | --------- |
| 1. | 〈Emerald Eyes〉    | 밥 웰치                  | 웰치      | 3:37      |
| 2. | 〈Believe Me〉      | 크리스틴 맥비            | C. 맥비   | 4:12      |
| 3. | 〈Just Crazy Love〉 | C. 맥비                  | C. 맥비   | 3:22      |
| 4. | 〈Hypnotized〉      | 웰치                     | 웰치      | 4:48      |
| 5. | 〈Forever〉         | 밥 웨스턴, 존 맥비, 웰치 | 웰치      | 4:04      |
| 6. | 〈Keep On Going〉   | 웰치                     | C. 맥비   | 4:05      |

| #  | 제목               | 작사·작곡       | 리드 보컬 | 재생 시간 |
| -- | ------------------ | --------------- | --------- | --------- |
| 1. | 〈The City〉       | 웰치            | 웰치      | 3:35      |
| 2. | 〈Miles Away〉     | 웰치            | 웰치      | 3:47      |
| 3. | 〈Somebody〉       | 웰치            | 웰치      | 5:00      |
| 4. | 〈The Way I Feel〉 | C. 맥비         | C. 맥비   | 2:43      |
| 5. | 〈For Your Love〉  | 그레이엄 굴드먼 | 웰치      | 3:44      |
| 6. | 〈Why〉            | C. 맥비         | C. 맥비   | 4:55      |

## 인증
| 국가                       | 인증 | 판매량/출하량 |
| -------------------------- | ---- | ------------- |
| 미국 (RIAA)                | 골드 | 500,000^      |
| ^출하량을 기반으로 한 인증 |      |               |